# Lê Văn Cường
Lê Văn Cường (sinh năm 1946) là một nhà kinh tế học mang hai quốc tịch Pháp và Việt. Hiện nay, ông là giáo sư danh dự (Emeritus Chair) tại Trường Kinh tế Paris (PSE), Đại học Paris 1 Pantheon-Sorbonne, giám đốc nghiên cứu danh dự (Directeur de Recherche émérite) tại Trung tâm Quốc gia Nghiên cứu Khoa học Pháp (CNRS), và giám đốc Trung tâm đào tạo và nghiên cứu nâng cao về Kinh tế và Khoa học dữ liệu (Center for Advanced Studies in Economics and Data Science - CASED) trực thuộc Trung tâm Nghiên cứu Chính sách và Phát triển (DEPOCEN Lưu trữ ngày 31 tháng 12 năm 2019 tại Wayback Machine, Hà Nội, Việt Nam).

## Tiểu sử
Lê Văn Cường sinh năm 1946 tại Thừa Thiên Huế, nhưng có quê nội ở Hà Đông và quê ngoại ở Thanh Hóa. Sau đó theo gia đình chuyển vào Sài Gòn sinh sống. Lúc ở Sài Gòn, Lê Văn Cường theo học tại trường Lasan Taberd theo chương trình của Pháp. Kết thúc trung học, Lê Văn Cường sang Pháp học. Tại Pháp, Lê Văn Cường theo học lớp dự bị, sau đó vào học và tốt nghiệp kỹ sư tại Trường Mỏ Nancy (Ecoles des Mines de Nancy) vào năm 1969. Ông sống và làm việc tại Pháp từ đó cho tới nay.

## Sự nghiệp khoa học
Sau khi tốt nghiệp Trường Mỏ Nancy, ông làm việc một thời gian về địa chất thủy văn toán tại Trường Mỏ Paris (Ecoles des Mines de Paris). Nhưng ông nhanh chóng nhận ra đó không phải điều ông thích.
Năm 1973 ông chuyển sang làm việc trên những mô hình kinh tế vĩ mô ứng dụng tại Trung tâm GAMA thuộc Đại Học Paris X và CNRS. Ông nhận ra rằng những mô hình này thiếu hụt một nền tảng kinh tế lý thuyết đằng sau. Vì vậy, ông quyết định theo học và lấy bằng tiến sĩ về toán ứng dụng trong kinh tế lý thuyết ("The Mathematics of Decision" (game theory, general equilibrium, fixed points, theoretical microeconomics)) tại Đại học Paris 9 Dauphine vào năm 1978.
Năm 1981, ông trở thành nghiên cứu viên trong lĩnh vực kinh tế của CNRS và luôn làm việc tại đó. Ông đã đạt đến bậc cao nhất (Directeur de Recherche de classe exceptionnelle) trong các bậc nghiên cứu của CNRS.
Trường Kinh tế Paris, Đại học Paris I, CNRS, Đại học Exeter, và Hội Kinh tế Lý Thuyết Công (APET Lưu trữ ngày 22 tháng 2 năm 2015 tại Wayback Machine) tổ chức hai hội thảo khoa học để vinh danh GS Lê Văn Cường nhân dịp ông về hưu vào năm 2011. Tạp chí International Journal of Economic Theory cũng đăng một số đặc biệt để vinh danh đóng góp khoa học của GS Lê Văn Cường. Trong số đặc biệt này, GS Jean-Michel Grandmont viết bài giới thiệu về những đóng góp khoa học chính của GS Lê Văn Cường.
Sau khi về hưu, ông trở thành giáo sư danh dự và tiếp tục làm việc tại Trung tâm Kinh tế Sorbonne (CES), Trường Kinh tế Paris, Đại học Paris I, CNRS.
Những đóng góp khoa học của GS Lê Văn Cường được chia làm bốn mảng chính: Kinh tế toán (lý thuyết cân bằng chung với thị trường tài chính), Tăng tưởng Tối ưu, Kinh tế vĩ mô động, và Kinh tế Việt Nam.

## Quản lý khoa học
Ông đã đảm nhiệm nhiều vị trí quản lý khoa học tại các trung tâm khoa học của Pháp
- 2000-2004: Phó Giám đốc Trung tâm Nghiên cứu về Toán, Thống kê, và Kinh tế toán (CERMSEM Lưu trữ ngày 4 tháng 3 năm 2016 tại Wayback Machine).[15]
- 2004-2005: Giám đốc Trung tâm Nghiên cứu về Luật, Kinh tế, và Quản lý (GREDEG Lưu trữ ngày 22 tháng 2 năm 2015 tại Wayback Machine).[15]
- 2006-2009: Giám đốc Trung tâm Kinh tế Sorbonne (CES).[16]
- 2008-2011: Phó Giám đốc Khoa học của Viện Khoa học Xã hội và Nhân Văn (INSHS) thuộc Trung tâm Quốc gia Nghiên cứu Khoa học Pháp.[17][18][19]

GS Lê Văn Cường cũng nằm trong hội đồng định hướng về khoa học và giảng dạy của Trường Kinh tế Paris. Ông cũng đã từng (từ năm 2008 đến 2009) là thành viên của hội đồng khoa học của Trường Sư phạm Cachan.
GS Lê Văn Cường cũng đã từng (từ năm 2010 đến 30/09/2019) là Giám đốc khoa học của Trung tâm Nghiên cứu Kinh tế, Quản trị và Môi trường Việt Nam (VCREME).

## Đóng góp cho Việt Nam

### Hội thảo khoa học
GS Lê Văn Cường là một trong những người đầu tiên tổ chức những chuyên đề và hội thảo khoa học về kinh tế học hiện đại tại Việt Nam. Ông cũng góp phần đặc biệt quan trọng trong việc tổ chức nhiều hội thảo quốc tế về kinh tế học tại Việt Nam, trong số đó phải kể đến:
- Hội thảo về Kinh tế Lý Thuyết Công (Public Economic Theory) do Hội Kinh tế Lý Thuyết Công (APET Lưu trữ ngày 22 tháng 2 năm 2015 tại Wayback Machine) và Đại học Kinh tế Quốc dân đồng tổ chức vào năm 2006.[23][24] Đây là hội thảo quốc tế đầu tiên về kinh tế học ở Việt Nam, và đã thu hút sự tham gia của hàng trăm chuyên gia hàng đầu thế giới.[24]
- Hội thảo thường niên VEAM để quy tụ những nhà kinh tế người Việt ở khắp nơi trên thế giới, nhằm thúc đẩy hoạt động nghiên cứu kinh tế học ở Việt Nam. Bắt đầu từ năm 2008 với chỉ 10 bài trình bày ở hội thảo,[25] hội thảo này ngày càng thu hút được đông đảo giới học thuật, cả ở Việt Nam và nước ngoài. Năm 2014, có tới hơn 80 bài báo khoa học của các nhà nghiên cứu từ khắp nơi trên thế giới được trình bày tại hội thảo.[26]

### Giảng dạy và đào tạo
Từ năm 2010, GS Lê Văn Cường cùng một số đồng nghiệp khác đã và đang tổ chức những khoá đào tạo dự bị thạc sĩ dành cho những sinh viên có mong muốn du học để tiếp cận những kiến thức cập nhật nhất trong lĩnh vực kinh tế, tài chính. Học viên theo học sẽ phải học và thi 4 môn: toán, kinh tế vi mô, kinh tế vĩ mô, và kinh tế lượng. Những sinh viên đạt kết quả tốt sẽ được GS Cường và đồng nghiệp giới thiệu để có thể theo học, và thậm chí nhận được những suất học bổng thạc sĩ và tiến sĩ, tại những cơ sở đào tạo uy tín trên thế giới như Toulouse School of Economics, Paris School of Economics, University of Paris I, Arizona State University, University of Trento, National University of Singapore, McGill University, University of Exeter ...

### Viết về kinh tế Việt Nam
Từ thập niên 90 của thế kỷ trước, GS Lê Văn Cường cũng đã tham gia viết bài, thảo luận về kinh tế Việt Nam thời kỳ đổi mới. Cùng với Jacques Mazier, GS Lê Văn Cường viết hai cuốn sách bằng tiếng pháp về kinh tế Việt Nam: "L'économie vietnamienne en transition. Les facteurs de la réussite" và "L'économie vietnamienne et la crise asiatique".
Một số bài viết bằng tiếng Việt của ông vào thập niên 90 của thế kỷ XX.
- Một số ý về bài "Khủng hoảng giáo dục".[33]
- Trí thức là gì?[34]
- Dân chủ, phát triển: cái gì trước, cái gì sau?[35]
- Vài suy nghĩ về Cơn sốt thiếu tiền mặt ở Việt Nam.[36]
- Từ nạn tham nhũng đến xã hội ba chân.[37]
- Quan hệ sản xuất, cơ chế thị trường và hình thái xã hội.[38]

## Sách đã xuất bản
1. Cuong Le Van, Jacques Mazier, "L'économie vietnamienne en transition. Les facteurs de la réussite".[32][39]
2. Cuong Le Van, Jacques Mazier,  "L'économie vietnamienne et la crise asiatique".[31]
3. Monique Florenzano, Cuong Le Van, and Pascal Gourdel, "Finite  Dimensional  Convexity  and  Optimization", Springer-Verlag,  Berlin-Heidelberg-NewYork-London-Paris-Tokyo-Hong  KongBarcelona -Budapest, March 2001.[40]
4. Rose Anne Dana, Cuong Le Van, "Dynamic Programming in Economics", Kluwer AcademicPublishers, 2003.[41]
5. Rose Anne Dana, Cuong Le Van, Tapan Mitra, Kazuo Nishimura, "Handbook on Optimal Growth (Vol.1 discrete time)", Springer, 2006.[42]